# Cirebon
Cirebon ou Tjirebon é uma cidade da ilha de Java, na Indonésia. Localiza-se na costa norte da ilha. Tem cerca de 295 mil habitantes. Foi capital de um sultanato extinto em 1815.